# Klarabiografen

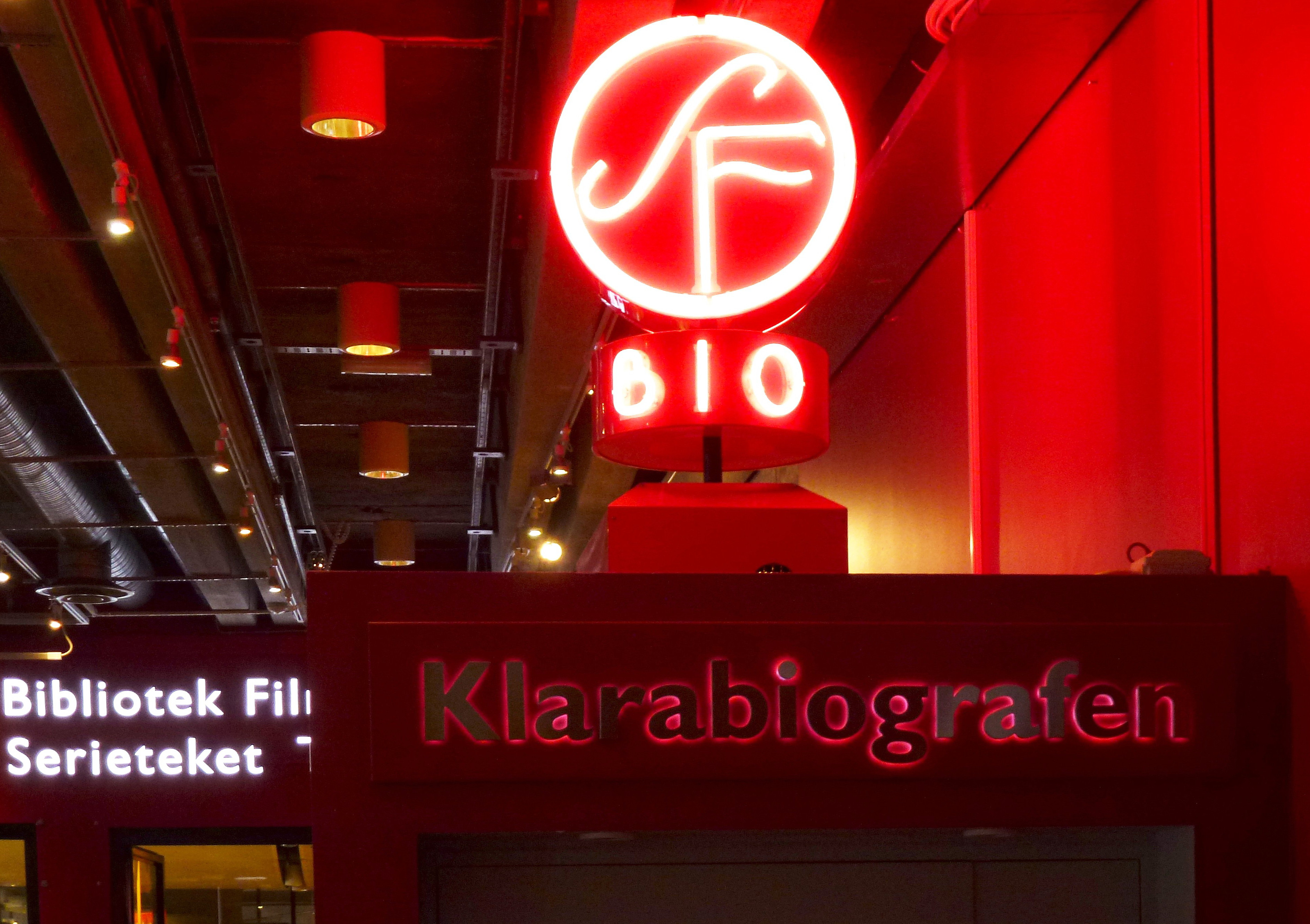
Entrén till Klarabiografen, januari 2013.

Klarabiografen är en biograf som ligger  på plan två i Kulturhuset i Stockholm. Klarabiografen öppnade på våren 2006 och var då den enda kommunalägda biografen i Stockholm. I januari 2012 lämnades verksamheten över till SF Bio, som drev den i tre år. I april 2015 nyöppnades biografen i Kulturhuset Stadsteaterns regi med ambitionen att bli ”navet för kvalitetsfilm i Stockholm”.
Salongen har sex stolsrader med plats för 78 besökare. Biografen är utrustad med den senaste digitala tekniken, bland annat en 4K-projektor med hög upplösning, som kan visa film i de mest avancerade format. Den 150 kvadratmeter stora salongen används även för direktsända evenemang så som live-opera från Metropolitan, Film och samtal, presskonferenser och seminarier.